# Aino Aalto

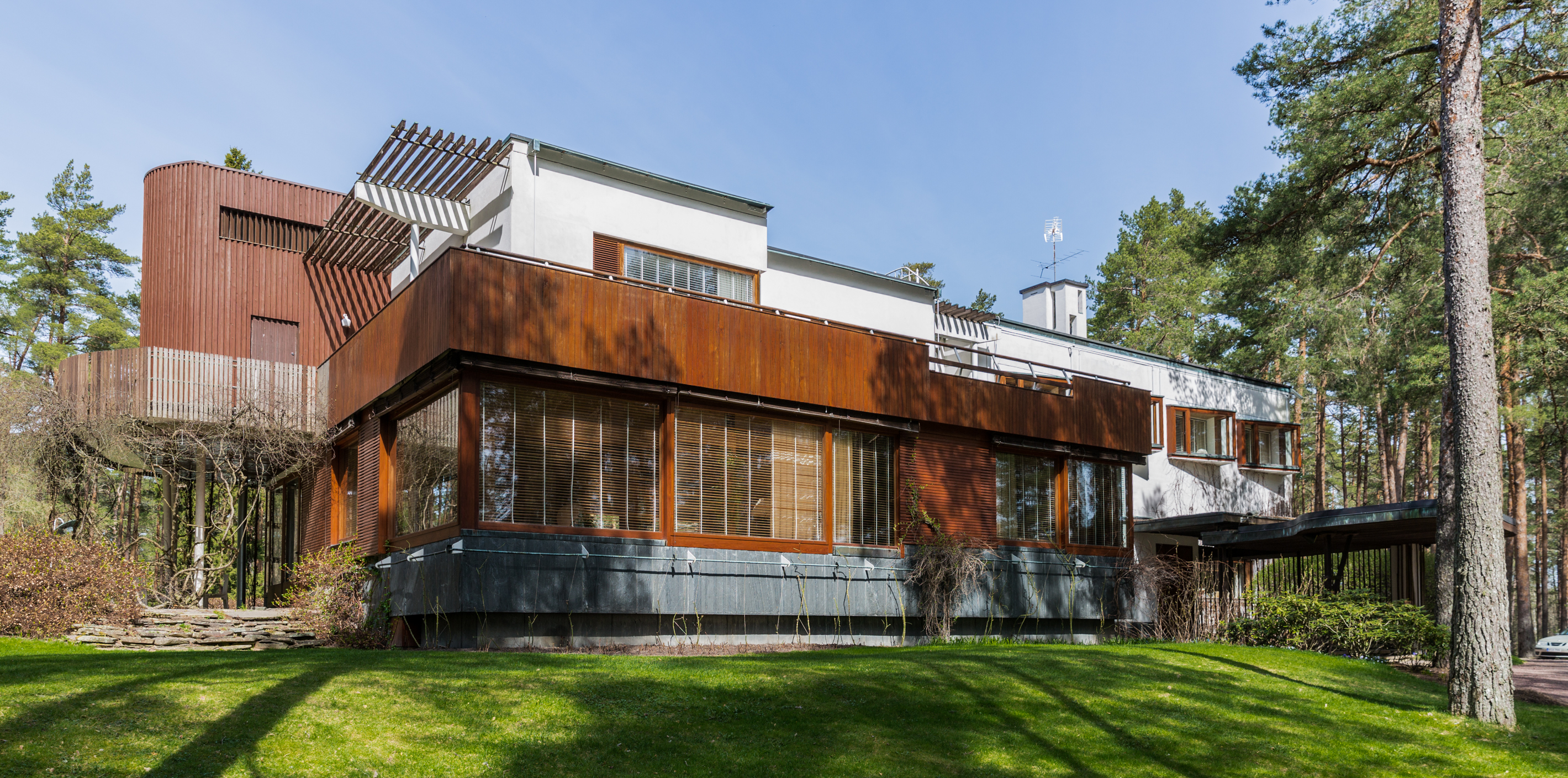
Villa Mairea, Noormarkku, Finlândia.

Aino Maria Marsio-Aalto, nascida Aino Maria Mandelin (Helsínquia, 25 de janeiro de 1894 — Helsínquia, 13 de janeiro de 1949) foi uma designer e arquiteta finlandesa.
Aino formou-se em 1913 na Escola Finlandesa de Garotas (Helsingin Suomalainen Tyttökoulu), iniciando os seus estudos em Arquitetura no mesmo ano no Instituto de Tecnologia de Helsinque, tendo recebido o diploma em Arquitetura no ano de 1920. No mesmo ano ela começou a trabalhar para o arquiteto Oiva Kallio na capital finlandesa. Em 1923, ela se mudou para a cidade de Jyväskylä, para trabalhar no escritório do arquiteto Gunnar A. Wahlroos, mas logo trocou de emprego e foi trabalhar com o arquiteto Alvar Aalto, com quem se casou em 1924.
Os Aalto passaram os 45 dias de sua lua-de-mel em Itália, onde tiveram a oportunidade de estudar a arquitetura local, o que os influenciou bastante em trabalhos futuros. Na época, era comum que os estudantes da Escandinávia viajassem até Itália para estudar arquitetura vernacular, o que provocou uma grande influência na arquitetura escandinava nos anos 20.
Em 1927 os Aalto mudaram seu escritório para a cidade de Turku, ficando por lá cinco anos, e mudando-se novamente para Helsínquia em 1933. Aino e Alvar desenharam e construíram uma casa-escritório entre 1935-1936 em Munkkiniemi.
Nunca se verificou que o papel de Aino Aalto na conceção da arquitetura pudesse ser atribuído a Alvar Aalto. Os seus primeiros trabalhos construídos eram maioritariamente edifícios de pequena escala, como apartamentos desenhados ao estilo do classicismo nórdico. A principal obra foi Villa Flora (1926), propriedade dos próprios arquitetos.
Sabe-se que no trabalho de conceção, Aino concentrou-se principalmente no design de interiores (tal como a mundialmente famosa Villa Mairea em Noormarkku), mas também em mobiliário (Paimio Sanatorium).
Em 1932 Aino vence Alvar em uma competição de design, com seus famosos "Aalto Glasses" (copos Aalto), que também ganharam medalha de ouro na Trienal de Milão.
Em 1935, o casal Aalto em conjunto com Maire Gullichsen e Nils-Gustav Hahlin fundaram a Artek, uma empresa que vendia elementos de iluminação e mobiliário desenhados pelos Aalto. Nos primeiros anos do seu casamento e parceria, Aino Aalto e o seu marido entraram em competições de arquitetura separadamente. A meio dos anos 20, os Aalto tornam-se os primeiros arquitetos na Finlândia a adotar o estilo purificado funcionalista da arquitetura que chegava da Europa central. No seu trabalho individual, isto sobressai no The Finnish Pavillion apresentado em 1939, na Feira Mundial de Nova Iorque, e que ganhou o 1º prémio, recebido por Alvar Aalto. 
Aino Aalto é igualmente conhecida pelo design de diversos artigos em vidro para a empresa finlandesa Iittala, que fazia objetos domésticos. O seu trabalho de vidro mais famoso ainda está à venda e diversas cópias do design do produto têm sido fabricadas por empresas como o IKEA. Ela colaborou também com o seu marido no design do famoso Savoy Vase, em 1936. 
Aalto trabalhou ativamente no atelier Artek até 1949, quando faleceu de cancro.
Em 2004 uma exposição e um livro publicado (editado por Ulla Kinnunen) tiveram lugar no Museu_Alvar_Aalto, Jyväskylä, Finândia, mostrando o trabalho da vida de Aino Aalto.